# فيتنبرغ
فيتنبرغ (بالألمانية: Wittenberg) هي مدينة في ولاية سكسونيا-أنهالت في ألمانيا.

## توأمة
لفيتنبرغ اتفاقيات توأمة مع كل من:
- غوتينغن (1988 - )
- بريتن
- سبرينغفيلد
- هادرسلف [الإنجليزية]‏
- بيكيسكسابا

## أعلام
- فالتر فينك
- إرنست هينريخ فيبر
- فلهيلم إدوارد فيبر
- جورج رودولف بومر
- لوكاس كراناخ الابن
- يوهان دانيال تيتيوس
- إيرنست كلادني
- فيليب ملانكتون
- باول إيبر
- جورج ميجر